# Liptena xanthostola
Liptena xanthostola är en fjärilsart som beskrevs av Holland 1890. Liptena xanthostola ingår i släktet Liptena och familjen juvelvingar. IUCN kategoriserar arten globalt som livskraftig. Inga underarter finns listade i Catalogue of Life.